# Turn- und Sportverein Bayer 04 Leverkusen 1987-1988
Questa voce raccoglie le informazioni riguardanti il Turn- und Sportverein Bayer 04 Leverkusen nelle competizioni ufficiali della stagione 1987-1988.

## Stagione
Classificatosi ottavo in Bundesliga ed eliminato al primo turno di Coppa di Germania, al termine della stagione 1987-1988 il Bayer Leverkusen riuscì a portare il primo trofeo internazionale della propria bacheca. Sconfisse infatti l'Español nella finale di Coppa UEFA dopo aver rimontato il 3-0 subito nella gara di andata a Barcellona e aver prevalso ai calci di rigore. Al termine della stagione, Wolfgang Rolff venne inserito nella rosa dei convocati della nazionale tedesca che partecipò ai Campionati Europei del 1988, disputati in Germania Ovest.

## Maglie e sponsor
Lo sponsor che compare sulle maglie della società è il simbolo della società farmaceutica tedesca Bayer proprietaria del team. Lo sponsor tecnico è il marchio tedesco Adidas.
| Casa | Trasferta |

## Rosa
| N. |                     | Ruolo | Calciatore            |
| -- | ------------------- | ----- | --------------------- |
| 1  | Germania (bandiera) | P     | Rüdiger Vollborn      |
|    | Germania (bandiera) | P     | Bernd Dreher          |
|    | Germania (bandiera) | D     | Jean-Pierre de Keyser |
|    | Germania (bandiera) | D     | Thomas Hörster        |
|    | Germania (bandiera) | D     | Alois Reinhardt       |
|    | Germania (bandiera) | D     | Erich Seckler         |
|    | Germania (bandiera) | D     | Peter Zanter          |
|    | Germania (bandiera) | D     | Thomas Zechel         |
|    | Polonia (bandiera)  | C     | Andrzej Buncol        |
|    | Germania (bandiera) | C     | Ralf Falkenmayer      |
|    | Germania (bandiera) | C     | Falko Götz            |
|    | Germania (bandiera) | C     | Christian Hausmann    |

| N. |                          | Ruolo | Calciatore           |
| -- | ------------------------ | ----- | -------------------- |
|    | Germania (bandiera)      | C     | Florian Hinterberger |
|    | Germania (bandiera)      | C     | Dieter Regh          |
|    | Germania (bandiera)      | C     | Dirk Rehbein         |
|    | Germania (bandiera)      | C     | Knut Reinhardt       |
|    | Germania (bandiera)      | C     | Wolfgang Rolff       |
|    | Brasile (bandiera)       | C     | Tita                 |
|    | Corea del Sud (bandiera) | A     | Cha Bum-kun          |
|    | Germania (bandiera)      | A     | Marcus Feinbier      |
|    | Germania (bandiera)      | A     | Christian Schreier   |
|    | Germania (bandiera)      | A     | Klaus Täuber         |
|    | Germania (bandiera)      | A     | Herbert Waas         |

## Organigramma societario
Area tecnica
- Allenatore: Erich Ribbeck
- Allenatore in seconda:
- Preparatore dei portieri:
- Preparatori atletici:

## Calciomercato

### Sessione estiva
| Acquisti | Acquisti         | Acquisti              | Acquisti |
| R.       | Nome             | da                    | Modalità |
| -------- | ---------------- | --------------------- | -------- |
| C        | Andrzej Buncol   | Homburg               |          |
| C        | Ralf Falkenmayer | Eintracht Francoforte |          |
| A        | Klaus Täuber     | Schalke 04            |          |
| C        | Tita             | Internacional         |          |

| Cessioni | Cessioni         | Cessioni           | Cessioni |
| R.       | Nome             | a                  | Modalità |
| -------- | ---------------- | ------------------ | -------- |
| C        | Mīnas Chatzidīs  | Bochum             |          |
| C        | Günter Drews     | Hannover 96        |          |
| A        | Stefan Kohn      | Hannover 96        |          |
| C        | Jürgen Luginger  | Fortuna Düsseldorf |          |
| C        | Werner Malischke | Duisburg           |          |

### Sessione invernale
| Acquisti | Acquisti | Acquisti | Acquisti |
| R.       | Nome     | da       | Modalità |
| -------- | -------- | -------- | -------- |

| Cessioni | Cessioni | Cessioni | Cessioni |
| R.       | Nome     | a        | Modalità |
| -------- | -------- | -------- | -------- |

## Risultati

### Bundesliga

#### Girone di andata
| Arbitro: | Mierswa |

|              |           |  |
| Schreier 37’ | Marcatori |  |

| Arbitro: | Amerell |

|             |           |               |
| Schäfer 27’ | Marcatori | 75’ de Keyser |

| Arbitro: | Kriegelstein |

|              |           |             |
| Schreier 51’ | Marcatori | 22’ Schwabl |

| Arbitro: | Heitmann |

|                        |           |            |
| Willaarts 68’ Rahn 76’ | Marcatori | 44’ Täuber |

| Arbitro: | Bruch |

|           |           |                              |
| Buncol 4’ | Marcatori | 55’, 76’ Möller 80’ Smolarek |

| Colonia 2 settembre 1987, ore 20:00 CEST 6ª giornata | Colonia | 0 – 0 referto | Bayer Leverkusen | Müngersdorfer Stadion (33 000 spett.)\| Arbitro: \| Neuner \| |
| Arbitro:                                             | Neuner  |               |                  |                                                               |

| Arbitro: | Föckler |

|              |           |                                     |
| Schreier 25’ | Marcatori | 53’, 90’ Ordenewitz 67’ Burgsmüller |

| Arbitro: | Tritschler |

|                     |           |                            |
| Thon 24’ Patzke 30’ | Marcatori | 45’ Täuber 90’ Falkenmayer |

| Arbitro: | Strigel |

|                             |           |  |
| Falkenmayer 1’ Schreier 24’ | Marcatori |  |

| Arbitro: | Wiesel |

|            |           |           |
| Kreuzer 3’ | Marcatori | 54’ Rolff |

| Arbitro: | Peduzzi |

|                                 |           |  |
| Götz 26’ Falkenmayer 74’ (rig.) | Marcatori |  |

| Arbitro: | Boos |

|                           |           |         |
| Nehl 17’, 52’ Leifeld 28’ | Marcatori | 55’ Cha |

| Leverkusen 17 ottobre 1987, ore 15:30 CET 13ª giornata | Bayer Leverkusen | 0 – 0 referto | Bayer Uerdingen | Ulrich-Haberland-Stadion (7 500 spett.)\| Arbitro: \| Schmidhuber \| |
| Arbitro:                                               | Schmidhuber      |               |                 |                                                                      |

| Arbitro: | Brehm |

|                                      |           |        |
| Klinsmann 16’, 20’ Schröder 51’, 84’ | Marcatori | 8’ Cha |

| Arbitro: | Gabor |

|                         |           |  |
| Täuber 78’ Schreier 86’ | Marcatori |  |

| Arbitro: | Dellwing |

|                            |           |                        |
| Schreier 2’ (rig.) Cha 45’ | Marcatori | 44’ Banach 85’ MacLeod |

| Arbitro: | Brückner |

|                                              |           |                    |
| Augenthaler 17’ Wohlfarth 41’ Rummenigge 69’ | Marcatori | 79’ Tita 90’ Rolff |

#### Girone di ritorno
| Arbitro: | Barnick |

|            |           |                                 |
| Bührer 43’ | Marcatori | 31’ Schreier 45’, 55’, 83’ Tita |

| Arbitro: | Wittke |

|                   |           |              |
| Tita 25’ Götz 29’ | Marcatori | 64’ Wójcicki |

| Arbitro: | Bruch |

|                   |           |              |
| Andersen 25’, 63’ | Marcatori | 55’ Schreier |

| Arbitro: | Boos |

|               |           |           |
| Tita 46’, 63’ | Marcatori | 87’ Bruns |

| Arbitro: | Tritschler |

|                             |           |                          |
| Klepper 14’ Détári 25’, 80’ | Marcatori | 37’ Falkenmayer 40’ Tita |

| Arbitro: | Werner |

|         |           |           |
| Cha 27’ | Marcatori | 26’ Görtz |

| Arbitro: | Schmidhuber |

|                                 |           |                            |
| Riedle 62’, 89’ Burgsmüller 86’ | Marcatori | 30’, 37’ Schreier 90’ Tita |

| Arbitro: | Umbach |

|                                     |           |                      |
| Schreier 31’ Täuber 56’ Seckler 71’ | Marcatori | 8’ Thon 33’ Klinkert |

| Arbitro: | Brückner |

|                                                                      |           |            |
| Surmann 13’ Dierßen 15’ Reich 30’ (rig.), 65’ Drews 59’ Hellberg 88’ | Marcatori | 27’ Täuber |

| Leverkusen 9 aprile 1988, ore 15:30 CEST 27ª giornata | Bayer Leverkusen | 0 – 0 referto | Karlsruhe | Ulrich-Haberland-Stadion (7 000 spett.)\| Arbitro: \| Barnick \| |
| Arbitro:                                              | Barnick          |               |           |                                                                  |

| Arbitro: | Brehm |

|                 |           |                              |
| Kohr 51’ (rig.) | Marcatori | 59’ Waas 72’ Täuber 89’ Götz |

| Leverkusen 23 aprile 1988, ore 15:30 CEST 29ª giornata | Bayer Leverkusen | 0 – 0 referto | Bochum | Ulrich-Haberland-Stadion (9 000 spett.)\| Arbitro: \| Neuner \| |
| Arbitro:                                               | Neuner           |               |        |                                                                 |

| Arbitro: | Umbach |

|                                               |           |          |
| Prytz 3’ (rig.) Funkel 48’ Fach 53’ Kuntz 77’ | Marcatori | 85’ Götz |

| Arbitro: | Gabor |

|                                 |           |              |
| Falkenmayer 31’ (rig.) Götz 88’ | Marcatori | 15’ Strehmel |

| Arbitro: | Tritschler |

|                        |           |                                 |
| Kastl 7’ Bein 12’, 79’ | Marcatori | 46’ Götz 82’ (rig.) Falkenmayer |

| Arbitro: | Strigel |

|                            |           |                        |
| Helmer 59’ Zorc 84’ (rig.) | Marcatori | 50’ Götz 74’ Reinhardt |

| Arbitro: | Heitmann |

|                              |           |                                                |
| Hausmann 3’ Tita 8’ Götz 18’ | Marcatori | 20’ Matthäus 50’ Bayerschmidt 72’, 81’ Wegmann |

### Coppa di Germania
| Arbitro: | Osmers |

|                         |           |                 |
| Frontzeck 55’ Rahn 112’ | Marcatori | 61’ Falkenmayer |

### Coppa UEFA
| Vienna 16 settembre 1987 Primo turno | Austria Vienna | 0 – 0 referto | Bayer Leverkusen | Praterstadion (11 125 spett.)\| Arbitro: \| Blankenstein \| |
| Arbitro:                             | Blankenstein   |               |                  |                                                             |

| Arbitro: | Constantin |

|                                                 |           |            |
| Rolff 24’, 60’ Schreier 46’ Hörster 57’ Cha 74’ | Marcatori | 31’ Webora |

| Arbitro: | Petrović |

|                      |           |              |
| Tarantini 69’ (rig.) | Marcatori | 34’ Schreier |

| Arbitro: | Hope |

|              |           |  |
| Schreier 80’ | Marcatori |  |

| Arbitro: | Santos |

|                       |           |                            |
| Been 36’ Hoekstra 45’ | Marcatori | 19’ Buncol 32’ Falkenmayer |

| Arbitro: | Casarin |

|          |           |  |
| Götz 30’ | Marcatori |  |

| Colonia 2 marzo 1988 Quarti di finale | Bayer Leverkusen | 0 – 0 referto | Barcellona | Müngersdorfer Stadion (40 000 spett.)\| Arbitro: \| Vautrot \| |
| Arbitro:                              | Vautrot          |               |            |                                                                |

| Arbitro: | Courtney |

|  |           |          |
|  | Marcatori | 59’ Tita |

| Arbitro: | Germanakos |

|               |           |  |
| Reinhardt 60’ | Marcatori |  |

| Brema 20 aprile 1988 Semifinale | Werder Brema  | 0 – 0 referto | Bayer Leverkusen | Weserstadion (43 000 spett.)\| Arbitro: \| Lund-Sørensen \| |
| Arbitro:                        | Lund-Sørensen |               |                  |                                                             |

| Arbitro: | Krchňák |

|                           |           |  |
| Losada 45’, 56’ Soler 49’ | Marcatori |  |

| Arbitro: | Keizer |

|                               |                      |                                   |
| Tita 57’ Götz 63’ Cha 81’     | Marcatori            |                                   |
| Falkenmayer Rolff Waas Täuber | Tiri di rigore 3 – 2 | Alonso Job Urquiaga Zúñiga Losada |

## Statistiche

### Statistiche di squadra
| Competizione      | Punti | In casa | In casa | In casa | In casa | In casa | In casa | In trasferta | In trasferta | In trasferta | In trasferta | In trasferta | In trasferta | Totale | Totale | Totale | Totale | Totale | Totale | DR |
| Competizione      | Punti | G       | V       | N       | P       | Gf      | Gs      | G            | V            | N            | P            | Gf           | Gs           | G      | V      | N      | P      | Gf     | Gs     | DR |
| ----------------- | ----- | ------- | ------- | ------- | ------- | ------- | ------- | ------------ | ------------ | ------------ | ------------ | ------------ | ------------ | ------ | ------ | ------ | ------ | ------ | ------ | -- |
| Bundesliga        | 32    | 17      | 8       | 6       | 3       | 25      | 19      | 17           | 2            | 6            | 9            | 28           | 41           | 34     | 10     | 12     | 12     | 53     | 60     | -7 |
| Coppa di Germania | -     | 0       | 0       | 0       | 0       | 0       | 0       | 1            | 0            | 0            | 1            | 1            | 2            | 1      | 0      | 0      | 1      | 1      | 2      | -1 |
| Coppa UEFA        | -     | 6       | 5       | 1       | 0       | 11      | 1       | 6            | 1            | 4            | 1            | 4            | 6            | 12     | 6      | 5      | 1      | 15     | 7      | +8 |
| Totale            | 32    | 23      | 13      | 7       | 3       | 36      | 20      | 24           | 3            | 10           | 11           | 33           | 49           | 47     | 16     | 17     | 14     | 69     | 69     | 0  |

### Andamento in campionato
| Giornata  | 1 | 2 | 3 | 4 | 5  | 6  | 7  | 8  | 9 | 10 | 11 | 12 | 13 | 14 | 15 | 16 | 17 | 18 | 19 | 20 | 21 | 22 | 23 | 24 | 25 | 26 | 27 | 28 | 29 | 30 | 31 | 32 | 33 | 34 |
| --------- | - | - | - | - | -- | -- | -- | -- | - | -- | -- | -- | -- | -- | -- | -- | -- | -- | -- | -- | -- | -- | -- | -- | -- | -- | -- | -- | -- | -- | -- | -- | -- | -- |
| Luogo     | C | T | C | T | C  | T  | C  | T  | C | T  | C  | T  | C  | T  | C  | C  | T  | T  | C  | T  | C  | T  | C  | T  | C  | T  | C  | T  | C  | T  | C  | T  | T  | C  |
| Risultato | V | N | N | P | P  | N  | P  | N  | V | N  | V  | P  | N  | P  | V  | N  | P  | V  | V  | P  | V  | P  | N  | N  | V  | P  | N  | V  | N  | P  | V  | P  | N  | P  |
| Posizione | 6 | 6 | 5 | 8 | 12 | 13 | 13 | 13 | 9 | 10 | 9  | 9  | 9  | 9  | 8  | 9  | 10 | 8  | 7  | 8  | 7  | 8  | 7  | 8  | 7  | 7  | 8  | 7  | 7  | 7  | 6  | 8  | 8  | 8  |

Legenda:

Luogo: C = Casa; T = Trasferta. Risultato: V = Vittoria; N = Pareggio; P = Sconfitta.

### Statistiche dei giocatori
| Giocatore       | Bundesliga | Bundesliga | Bundesliga  | Bundesliga | Coppa di Germania | Coppa di Germania | Coppa di Germania | Coppa di Germania | Coppa UEFA | Coppa UEFA | Coppa UEFA  | Coppa UEFA | Totale   | Totale | Totale      | Totale     |
| Giocatore       | Presenze   | Reti       | Ammonizioni | Espulsioni | Presenze          | Reti              | Ammonizioni       | Espulsioni        | Presenze   | Reti       | Ammonizioni | Espulsioni | Presenze | Reti   | Ammonizioni | Espulsioni |
| --------------- | ---------- | ---------- | ----------- | ---------- | ----------------- | ----------------- | ----------------- | ----------------- | ---------- | ---------- | ----------- | ---------- | -------- | ------ | ----------- | ---------- |
| A. Buncol       | 26         | 1          | 2           | 0          | 1                 | 0                 | 0                 | 0                 | 12         | 1          | 0           | 0          | 39       | 2      | 2           | 0          |
| B. Cha          | 25         | 4          | 0           | 0          | 0                 | 0                 | 0                 | 0                 | 10         | 2          | 0           | 0          | 35       | 6      | 0           | 0          |
| B. Dreher       | 2          | 0          | 0           | 0          | 0                 | 0                 | 0                 | 0                 | 0          | 0          | 0           | 0          | 2        | 0      | 0           | 0          |
| R. Falkenmayer  | 29         | 6          | 2           | 0          | 1                 | 1                 | 0                 | 0                 | 10         | 1          | 0           | 0          | 40       | 8      | 2           | 0          |
| M. Feinbier     | 11         | 0          | 0           | 0          | 0                 | 0                 | 0                 | 0                 | 3          | 0          | 0           | 0          | 14       | 0      | 0           | 0          |
| F. Götz         | 30         | 8          | 3           | 0          | 1                 | 0                 | 0                 | 0                 | 12         | 2          | 0           | 0          | 43       | 10     | 3           | 0          |
| M. Chatzidīs    | 3          | 0          | 0           | 0          | 1                 | 0                 | 0                 | 0                 | 1          | 0          | 0           | 0          | 5        | 0      | 0           | 0          |
| C. Hausmann     | 20         | 1          | 1           | 0          | 1                 | 0                 | 0                 | 0                 | 1          | 0          | 0           | 0          | 22       | 1      | 1           | 0          |
| F. Hinterberger | 17         | 0          | 6           | 0          | 0                 | 0                 | 0                 | 0                 | 7          | 0          | 0           | 0          | 24       | 0      | 6           | 0          |
| T. Hörster      | 25         | 0          | 6           | 0          | 1                 | 0                 | 0                 | 0                 | 9          | 1          | 0           | 0          | 35       | 1      | 6           | 0          |
| D. Regh         | 1          | 0          | 0           | 0          | 0                 | 0                 | 0                 | 0                 | 0          | 0          | 0           | 0          | 1        | 0      | 0           | 0          |
| D. Rehbein      | 1          | 0          | 0           | 0          | 0                 | 0                 | 0                 | 0                 | 0          | 0          | 0           | 0          | 1        | 0      | 0           | 0          |
| A. Reinhardt    | 17         | 0          | 1           | 0          | 0                 | 0                 | 0                 | 0                 | 9          | 1          | 1           | 0          | 26       | 1      | 2           | 0          |
| K. Reinhardt    | 23         | 1          | 3           | 0          | 1                 | 0                 | 0                 | 0                 | 8          | 0          | 1           | 0          | 32       | 1      | 4           | 0          |
| W. Rolff        | 34         | 2          | 3           | 0          | 1                 | 0                 | 1                 | 0                 | 12         | 2          | 0           | 0          | 47       | 4      | 4           | 0          |
| C. Schreier     | 26         | 11         | 2           | 0          | 1                 | 0                 | 0                 | 0                 | 10         | 3          | 0           | 0          | 37       | 14     | 2           | 0          |
| E. Seckler      | 20         | 1          | 5           | 0          | 0                 | 0                 | 0                 | 0                 | 8          | 0          | 0           | 0          | 28       | 1      | 5           | 0          |
| T. Tita         | 21         | 10         | 3           | 1          | 0                 | 0                 | 0                 | 0                 | 5          | 2          | 0           | 0          | 26       | 12     | 3           | 1          |
| K. Täuber       | 23         | 6          | 6           | 0          | 1                 | 0                 | 0                 | 1                 | 7          | 0          | 1           | 0          | 31       | 6      | 7           | 1          |
| R. Vollborn     | 32         | 0          | 0           | 0          | 1                 | 0                 | 0                 | 0                 | 12         | 0          | 0           | 0          | 45       | 0      | 0           | 0          |
| H. Waas         | 18         | 1          | 0           | 0          | 1                 | 0                 | 0                 | 0                 | 8          | 0          | 0           | 0          | 27       | 1      | 0           | 0          |
| P. Zanter       | 10         | 0          | 1           | 0          | 1                 | 0                 | 0                 | 0                 | 4          | 0          | 0           | 0          | 15       | 0      | 1           | 0          |
| T. Zechel       | 4          | 0          | 1           | 0          | 0                 | 0                 | 0                 | 0                 | 1          | 0          | 0           | 0          | 5        | 0      | 1           | 0          |
| J. de Keyser    | 16         | 1          | 3           | 1          | 0                 | 0                 | 0                 | 0                 | 5          | 0          | 0           | 0          | 21       | 1      | 3           | 1          |